# Sašo Filipovski
Sašo Filipovski, slovenski košarkarski trener, * 6. september 1974, Ljubljana. 
V sezoni 2016-17 je trener turškega Banvita, kjer med drugimi trenira slovenska reprezentanta Eda Murića in Gašperja Vidmarja. 

## Trenerska kariera
Filipovski je začel kot pomočnik trenerja pri klubu Union Olimpija med letoma 1996 in 2003, ko je bil pomočnik Zmaga Sagadina, med letoma 2003 in 2005 pa je prevzel vodenje kluba kot glavni trener. V kratkem obdobju med koncem leta 2005 in prvem delu leta 2006 se je kot glavni trener k Olimpiji vrnil Sagadin, Filipovski pa je ponovno deloval kot njegov pomočnik. Nato je uprava kluba za trenerja sredi leta 2006 postavila Toma Mahoriča, Filipovski pa je prevzel poljski klub Turów Zgorzelec, ki ga je uspešno vodil do leta 2009. Leta 2011 je bil pomočnik trenerja v CSKA Moskva, v začetku leta 2011 je postal glavni trener rimskega kluba Pallacanestro Virtus Roma. Junija 2011  se je vrnil v Olimpijo kot glavni trener.
- junij 2011 – glavni trener: Union Olimpija
- januar 2011-junij 2011 – glavni trener: Pallacanestro Virtus Roma
- 2010 – pomočnik trenerja: CSKA Moskva
- 2009-2010 – glavni trener: Lokomotiv Rostov
- 2006-2009 – glavni trener: Turów Zgorzelec
- 2005-2006 – pomočnik trenerja: Union Olimpija
- 2003-2005 – glavni trener: Union Olimpija
- 1996-2003 – pomočnik trenerja: Union Olimpija

Glavni trener KK Gornji Dolič.

## Trenerski uspehi
- 2004 in 2005: Naslov slovenskega prvaka in pokalnega zmagovalca z Olimpijo
- 2007 in 2008: Poljski podprvak s klubom Turów Zgorzelec, izbran za najboljšega trenerja poljske lige